# Frau anders
Frau anders (Eigenschreibweise frau anders) war die einzige Lesbenzeitschrift in der DDR bzw. Ostdeutschlands. Sie wurde von 1989 bis 1993 in Jena herausgegeben. Als Samisdat-Publikation wurde sie bis 1991 von der Lesbengruppe des AK Homosexuelle Liebe der Evangelischen Studentengemeinde Jena herausgegeben. 1991 gründeten die Redaktionsfrauen den frau anders e.V., der fortan die Zeitschrift herausgab.

## Geschichte
In den späten 1980er Jahren bildeten sich Lesbengruppen in verschiedenen Städten der DDR. Unter dem Dach der evangelischen Kirche konnten sie auch gemeinsame Veranstaltungen und Treffen organisieren.
Im Mai 1987 veranstalteten die Jenaer Lesben das erste DDR-weite Lesbentreffen, das in den darauffolgenden Jahren mehrmals stattfand. Die in Jena unter dem Dach der Kirche organisierte Lesbengruppe entstand 1986 aus dem von Bärbel Klässner und ihrer damaligen Partnerin Kerstin Rösel zuhause angebotenen Mittwochstee für Lesben. Diesen organisierten sie im Rahmen ihres Engagements im gemischtgeschlechtlichen Arbeitskreis Homosexuelle Liebe der evangelischen Studentengemeinde.
1988 agierten im Jenaer AK Homosexuelle Liebe zwei Gruppen: eine für schwule Männer und eine für lesbische Frauen. Im selben Jahr entstand aus dieser Lesbengruppe heraus die Redaktion der frau anders. Doch unter dem diktatorischen Regime der Sozialistischen Einheitspartei Deutschlands (SED), das erst jede Publikation genauestens prüfen wollte, war es nicht so leicht, eine eigene, unabhängige Zeitschrift herauszubringen. Die Frauen waren auf oppositionelle Netzwerke angewiesen. Das Evangelische Frauenwerk Weimar lieh den Redakteurinnen ihren Kopierer. Toner und Papier – beides war Mangelware in der DDR – brachten feministische Kontakte aus Köln und West-Berlin auf ihren Besuchsreisen mit.
Die erste Ausgabe im Januar 1989 erschien in einer Auflage von 100 Stück. Die Herstellung der ersten Exemplare wurde als konspirativ und mutig beschrieben. Allerdings wurde die Zeitschrift nicht nur von 100 Personen gelesen – ganz im Gegenteil. Die Zeitschriften wurden von Leserin zu Leserin weitergegeben, an andere Lesbengruppen versandt, lagen in deren Räumen aus und erreichten somit viel mehr Interessierte. Bis zur Ausgabe 03/90 erschien jede frau anders mit dem Vermerk „nur für den innerkirchlichen Gebrauch“. Dieser Hinweis war notwendig, um die strenge Zensur zu umgehen.

## Auflage, Gestaltung, Druck
Ab Anfang 1990 erschien die frau anders in einer Auflage von 500 Stück. In der darauffolgenden Zeit professionalisierte sich die Zeitschrift, indem feste Rubriken (z. B. fortlaufende Lesben-Krimis) entstanden und das Layout vereinheitlicht wurde. Die Titelseiten der frau anders zierten meist ein Foto, eine Karikatur und/oder einen Slogan. Hinzu kamen der Zeitschriftentitel und die Nummer der Ausgabe. Des Weiteren wurden in der Zeitschrift Schwarz-Weiß-Fotos, Karikaturen oder kleine Illustrationen publiziert. Die Periodizität der Zeitschrift lässt sich mit ungefähr alle zwei Monate angeben. Von 1989 bis einschließlich 1991 erschien die frau anders sechsmal im Jahr. Im Jahr 1992 wurden acht Ausgaben publiziert, im Folgejahr aufgrund der Einstellung der Zeitschrift lediglich vier. Die jeweilige Ausgabe umfasste auf einer Seitenzahl von ca. 20–30 Seiten im A5-Format neben den Artikeln ein Editorial der Redaktion, Veranstaltungshinweise, Kontaktanzeigen sowie Leserinnenbriefe. Bezahlt wurde die frau anders erst nach Erhalt. In der Erstausgabe wurde um eine Spende in Höhe von 2,50 DDR-Mark gebeten. Im Herbst 1990 stieg der Preis auf 3,50 D-Mark an.

## Funktion
Die frau anders sollte vor allem dem Informationsaustausch und der Vernetzung von lesbischen Gruppen und einzelnen Frauen in der DDR dienen. Es wurden Termine von Veranstaltungen, Kontaktadressen und weitere Berichte abgedruckt. Die Redaktion schrieb nur einen Teil der Beiträge, andere wurden durch Einsendungen von anderen Frauen gestaltet, was Teil des Konzepts war.
Herausgeberin war die Lesbengruppe im Arbeitskreis Homosexuelle Liebe in der Evangelischen Studentinnengemeinde Jena.
Das Informationsblatt erschien alle zwei Monate.

## Rezeption
In der wissenschaftlichen Rezeption wird frau anders als Zeitschrift eingeordnet. Ilse Lenz schrieb in Die Neue Frauenbewegung in Deutschland: „Die DDR-Frauenbewegung der 1970er und 80er Jahre hatte ein breites Bewusstsein für die ungelösten Probleme des Sozialismus geschaffen […] u.a.erschien damals die erste Ausgabe der Frauen- und Lesbenzeitschrift frau anders in Jena, die bis 1993 herauskam.“ In ihrer vergleichenden Studie zu Journalistinnen in Europa merkte Margreth Lünenborg an: „Als einzige unabhängige Zeitschrift, die bereits vor der Wende existiert hatte, wird frau anders, anfangs in Jena, später in Weimar von Lesben herausgegeben.“ Die Kulturwissenschaftlerin Andrea Bettels bezeichnet das erstmalige Erscheinen der frau anders im Frühjahr 1989 als „Höhepunkt des kollektiven Selbstverständnisprozesses unter DDR-Lesben“.